# Кабардинский 80-й пехотный полк
80-й пехотный генерал-фельдмаршала князя Барятинского Кабардинский полк — пехотная воинская часть Русской императорской армии. Многие годы активно участвовал в боевых действия на Кавказе, в частности, в Кавказской войне.

## Название
Во время Кавказской войны полк назывался кабардинским, потому что он проходил службу в Кабарде, либо формировался для действий в этой местности, также как литовский, лифляндский, польский полки. Кабардинский полк был сформирован из чинов Казанского полка, а самих кабардинцев в нём было очень мало вплоть до начала Первой мировой войны.

## Формирование полка
Полк сформирован 15 декабря 1726 года генерал-аншефом Боном под названием полка А. П. фон Девица, в составе двух батальонов (одна гренадерская рота и семь фузилерных рот), из рот различных пехотных полков, выделенных на укомплектование Низового корпуса на персидской границе. По неудобству именования фамилиями полковых командиров, генерал Левашёв, командовавший всеми войсками в Персии, дал пяти новосформированным полкам названия по местным провинциям и полк фон Девица именован Ранокуцким.
19 июня 1732 года полк переформирован в восемь фузилерных рот, гренадеры были равномерно распределены между ротами. 7 ноября 1732 года полк был переименован в Кабардинский и размещён в Дербенте. В 1735 году перешёл в Астрахань.
1 января 1746 года вновь была сформирована гренадерская рота. 27 января 1747 года полк приведён в три фузилерных батальона, каждый из 4 рот, с одной гренадерской ротой. 9 июля 1753 года каждый батальон был приведён в одну гренадерскую роту и четыре фузилерные роты. 30 марта 1756 года гренадерская рота 3-го батальона была отчислена на сформирование 4-го гренадерского полка, фузилерные роты были переименованы в мушкетёрские. 13 марта 1762 года полку повелено быть в составе двух батальонов, каждый из одной гренадерской и 5 мушкетёрских рот; 5 июля того же года полк обратно приведён в состав трёх мушкетерских батальонов с двумя гренадерскими ротами. 13 октября 1765 года при полку учреждена егерская команда.
При вступлении на престол императора Павла I Кабардинский полк был наименован мушкетерским и назывался именами шефов: генерал-майоров Арсеньева (с 31 октября 1798 года), Кохиуса (с 17 декабря 1799 года) и Гулякова (с 29 января 1800 года).
29 марта 1801 года Александр I возвратил полку наименование Кабардинского мушкетерского и привёл его в состав 3 батальонов. 30 апреля 1802 года полк приведён в три батальона: гренадерский и два мушкетёрских, каждый из четырёх рот. 16 мая 1803 года одна рота отделена от полка на сформирование Вологодского мушкетёрского полка, взамен её сформирована новая.
22 февраля 1811 года полк был наименован пехотным.
4 ноября 1819 года Кабардинский полк по распоряжению Ермолова был наименован Казанским пехотным, а название Кабардинского было присвоено Ширванскому пехотному полку. Это переименование, в связи с переформированием Кабардинского, Казанского и Ширванского полков, внесло в хронику полков значительную путаницу. 26 мая 1825 года все три полка по Высочайшему повелению получили свои старые названия, но фактически это приказание не было выполнено, и дальнейшая судьба указанных полков развивалась под новыми именами.
24 марта 1834 года, при переформировании войск Кавказского корпуса, полк с присоединением к нему 1 и 2-го батальонов 39-го егерского полка был наименован Кабардинским егерским и приведен в состав 4 действительных батальонов и 1 резервного батальона с нестроевыми и инвалидными ротами. 39-й егерский полк был сформирован в 1763 году под названием Брянского пехотного полка Украинского ландмилицкого корпуса и в 1810 году был переименован в 39-й егерский полк. Полку этому были пожалованы: 13 июня 1813 года серебряная труба с надписью: «За отличие, оказанное при крепости Ченстохове 1813 г.», и 25 апреля 1815 года— знаки на шапки с надписью: «За отличие, оказанное в сражениях с французами в 1814 году при Бриен-ле-Шато и Ла-Ротьере». Эти отличия в были сохранены в Кабардинском полку.
В 1837 году из состава полка было выделено 40 унтер-офицеров и 483 нижних чинов на сформирование Черноморского линейного батальона № 12, упразднённого в 1874 году 14 июня 1841 года к полку причислен резервный батальон, находившийся в составе Кавказской резервной бригады и названный 2 марта 1842 года 6-м батальоном Кабардинского полка.
Неудачные военные действия в 1842 году вызвали посылку на Кавказ военного министра генерал-адъютанта князя Чернышёва. По возвращении в Санкт-Петербург Чернышёв был назначен 11 апреля 1843 года шефом Кабардинского полка, который был наименован Кабардинским егерским генерал-адъютанта князя Чернышёва полком.
17 апреля 1856 года, после упразднения егерских полков, Кабардинский полк был наименован пехотным генерал-адъютанта князя Чернышёва полком. В этом же году в каждом батальоне была сформирована стрелковая рота. 21 июня 1857 года, по случаю смерти князя Чернышёва, полк снова наименован просто Кабардинским. В 1858 году князь Барятинский был назначен шефом Кабардинцев и затем, 6 декабря 1859 года, полк был назван Кабардинским генерал-фельдмаршала князя Барятинского полком.
6 ноября 1863 года 5-й батальон был выделен на сформирование Абхазского пехотного полка и Кабардинский полк приведён в 4-батальонный состав с 4 стрелковыми ротами. 25 марта 1864 года к наименованию полка присоединён № 80.
1 августа 1874 года 4-й батальон полка был выделен на сформирование 163-го пехотного Ленкоранско-Нашебургского полка, а из стрелковых рот всего полка образован новый 4-й батальон.
28 февраля 1879 года, после смерти князя А. И. Барятинского, полку навсегда сохранено название генерал-фельдмаршала князя Барятинского. Император Александр II возложил на себя 26 февраля 1879 года звание шефа Кабардинцев и числился в списках полка с 26 октября 1871 года Император Александр III числился в списках полка с 1 марта 1879 года и был шефом со 2 марта 1881 года по 21 октября 1894 года Со 2 ноября 1894 года шефом состоял император Николай II.

## Кампании полка
В 1736 г. Кабардинский полк, назначенный в армию Ласси, выступил в поход против турок и, после участия в осаде Азова, совершил в 1736—1739 гг. ряд походов в Крыму.
В 1740 г. полк прибыл в Санкт-Петербург и, при начале войны с Швецией, был командирован во Фридрихсгам «для фортификационных работ», а по окончании войны занял квартиры в Ревеле и перешёл затем в Выборг.
В 1769 г. полк выступил в поход против турок и действовал с отличием в сражениях при Хотине, Ларге, Кагуле, при взятии Измаила, Килии и Аккермана, при штурме передового редута у Силистрии (18 июня 1773 г.), в поиске на правом берегу Дуная и в неудачном штурме Варны. По окончании турецкой войны полк был назначен в состав Астраханского корпуса и занял в 1777 г. квартиры на Моздокской линии, в крепости Новогеоргиевской. Так началась многолетняя боевая служба Кабардинцев на Кавказе.
В 1785 г. батальон Кабардинцев участвовал в неудачной экспедиции за Сунжу против Шейх-Мансура и понес громадные потери (4 офицера и 402 нижних чина) при селении Алды. Во время 2-й турецкой войны полк участвовал в походе генерала Текелли за Кубань, а с 1790 г. находился на линии для охраны наших владений от нападений горцев. В 1796 г. 2-й батальон Кабардинского полка выступил с графом Зубовым в Персидский поход и находился при взятии Дербента и Баку.
Назначенный в 1800 г. на усиление войск в Грузии, полк 23 сентября прибыл в Тифлис. 7 ноября 1800 г. 1-й батальон, находясь в отряде генерала Лазарева, участвовал в сражении с аварцами на р. Иоре, у д. Кагабек, во время которого поручик Новицкий отнял неприятельское знамя. Император Павел пожаловал полку за это сражение Мальтийские знамёна с надписью: «За взятие у Аварских войск знамени при р. Иоре 7 ноября 1800 г.». С 1801 г. полк был расположен на Лезгинской линии и нёс усиленную кордонную службу, отбиваясь от многократных нападений горцев Дагестана.
В 1803 г. Кабардинцы, участвуя в экспедиции Гулякова в Джарскую область, находились 4 и 9 марта в сражениях на р. Алазани, при с. Белоканы и при занятии с. Джары и отбили 22 ноября неожиданное нападение Сурхай-хана с 10 тысячью дагестанцев. 31 декабря 1803 г. полк выступил в экспедицию за р. Алазань и выдержал 15 января 1804 г. упорный бой в Закатальском ущелье, причём в этом бою был убит генерал Гуляков. Затем полк занял наблюдательные посты по Алазани и в течение 15 лет защищал Грузию от набегов дагестанцев. В 1810 г., при начале восстания в Имеретии, Кабардинцы выступили в Сурам и нанесли мятежникам поражение при селениях Цра-Цкаро и Симониты.
В 1813 г. Кабардинцы участвовали в экспедиции генерал-майора Симоновича в Хевсурии и находились при взятии аула Шатили. В 1818 и 1819 гг. полк участвовал в атаке на селения Дженгутай, Башли и при поражении дагестанцев при селении Болтухай на реке Сулак.
В 1826 г., при начале военных действий с Персией, переформированный Кабардинский полк находился на Кубани для наблюдения за Кабардой и только в следующем году принял участие в делах при Аббас-Абаде, Джеван-Булахе, Эривани и в наступлении в пределы Персии. В кампанию 1829 г. против турок полк был сосредоточен в Баязетском пашалыке и затем участвовал в покорении Эрзерума. 22 сентября 1830 г. полку были пожалованы знаки на шапки с надписью: «За отличие в войнах с Персией и Турцией 1826—29 гг.» После восстания декабристов многие участники восстания были сосланы на Кавказ и зачислены рядовыми в полки Кавказской армии, значительное число их проходило службу и в Кабардинском полку.
С 1834 г., в течение пяти лет, Кабардинский полк участвовал в устройстве оборонительной линии от Кубани до Геленджика и в покорении натухайцев и шапсугов. В 1839 г. 1 и 2-й батальоны вошли в состав Чеченского отряда генерал-майора Граббе, назначенного для действий против Шамиля в Северном Дагестане и Чечне. Находясь в авангарде, Кабардинцы отличились при Ахмет-Тала, Саясани и Буртунае. 31 мая, при штурме селения Аргунь, Кабардинский полк, по отзыву начальника отряда, «явил, как и всегда, пример истинной геройской стойкости и самоотвержения». За этот штурм командир полка, полковник Лабынцев, «храбрейший из храбрейших», был произведён в генерал-майоры. Затем 1 и 2-й батальоны участвовали 29 июня в неудачном штурме Сурхаевской башни и в штурме 22 августа Старого Ахульго, потеряв 8 офицеров и 11 нижних чинов. 1 и 2-й батальоны были награждены Георгиевскими знаменами и к старой надписи было добавлено: «За взятие приступом Ахульго 22 августа 1839 г.»
В следующем году 3 батальона полка находились на р. Лабе и участвовали в постройке станиц и укреплений. В 1841 г. Кабардинский полк участвовал в нескольких экспедициях в Большой Чечне и находился при взятии Хубарских высот и селения Чиркея.
В 1842 г. Кабардинцы участвовали в неудачной экспедиции генерала Граббе вверх по р. Аксаю и блистательно прикрыли 2 июня отступление отряда, потеряв в упорнейшем бою 27 офицеров и 587 нижних чинов. При прохождении через Ичкерийский лес наш отряд потерял 6 орудий, но храбрый подполковник Кабардинского полка Траскин отбил их и сам пал у орудий, поражённый несколькими пулями. По возвращении из Ичкерии штаб-квартира полка была перенесена в крепость Внезапную.
В ноябре 1843 года две с половиной роты полка были блокированы в Темир-Хан-Шуре имамом Шамилем.
Последующие два года полк находился на передовой Чеченской линии и, охраняя границы, отбил неожиданные нападения Шамиля на крепости Андрееву и Внезапную.
В 1845 г. 3 батальона полка, находясь в составе Чеченского отряда, участвовали в тяжелейшем Даргинском походе. 14 июня, при движении к Анди, 3-й батальон, под командованием князя Барятинского, блистательно атаковал 6-тысячное скопище горцев и выбил их, после кровопролитного боя, из завалов на высотах за рекой Годор. 6 июля 1 и 2-й батальоны находились при взятии Дарго и, участвуя затем 10 и 11 июля в отбитии транспорта, прикрывали с 13 по 20 июля отступление отряда через Ичкерийский лес. За Даргинский поход все 3 батальона получили новые Георгиевские знамёна, причём 1 и 2-й батальоны к старым надписям присоединили: «За взятие Анди 14 июня, Дарго 6 июля 1845 г.»; 3-й батальон получил надпись: «За взятие Анди 14 июня 1845 г.»
С 1846 по 1856 г. Кабардинцы были заняты, главным образом, замирением Чечни и предприняли несколько боевых экспедиций против горцев.
В 1848 г. штаб-квартира полка была переведена в Хасавюрт, и полку пришлось строить заново казармы со всеми хозяйственными учреждениями. С 1846 по 1850 г. полком командовал флигель-адъютант полковник князь Барятинский, под начальством которого 3-й и 4-й батальоны участвовали 6 июля 1848 г. во взятии аула Гергебиля. Три батальона Кабардинцев 11 августа 1852 г. участвовали в тяжелейшем походе генерала Бакланова к чеченскому аулу Гурдали, где понесли большие потери: в трех кабардинских батальонах, убито два офицера и 41 нижний чин; ранено: восемь офицеров, сто семьдесят девять нижних чинов. 3 октября 1854 г. ничтожный отряд командира Кабардинского полка, полковника барона Николаи, в составе 6 рот, 5 орудий, 10 сотен казаков и ракетной команды одержал блестящую победу над 15-тысячным скопищем горцев под предводительством Шамиля, неожиданно напавшаго на аул Истис. В последующие 5 лет полк участвовал в окончательном покорении Восточного Кавказа и находился в нескольких экспедициях в Чечне и Аварии.
В 1859 г. Кабардинцы приняли участие в экспедиции генерал-адъютанта Евдокимова и находились при взятии укреплений в Таузенской долине и при штурме Ведено. За отличие 3-й батальон был награждён новым Георгиевским знаменем с надписью: «За взятие штурмом аула Веденя 1 апреля 1859 г.».
После покорения Восточного Кавказа стрелковые роты и охотничья команда Кабардинского полка были высланы в Закубанскую область и, находясь в Шапсугском и Даховском отрядах, принимали участие в течение 5 лет в многочисленных экспедициях, закончившихся полным покорением Западного Кавказа. Все 4 стрелковые роты получили 20 июня 1865 г. по Георгиевскому серебряному рожку с надписью: «За отличие при покорении Западного Кавказа в 1864 г.».
19 февраля 1868 г. полку пожалован «поход за военное отличие».
В 1870 г. 2 роты 2-го батальона были отправлены на подкрепление Красноводского отряда Столетова и приняли в следующем году участие в экспедиции к Чикишляру на туркменском берегу Каспийского моря. В 1872 г. остававшиеся 3 роты 2-го батальона также вошли в состав Красноводского отряда и в 1873 г. под командованием полковника Маркозова приняли участие в походе в Хивинское ханство. Претерпев значительные лишения в Каракумах Красноводский отряд был вынужден вернуться с полпути обратно. После взятия Хивы отрядами Кауфмана, Верёвкина и Ломакина батальон был возвращён на Кавказ, в Хасавюрт.
Во время русско-турецкой войны 1877 г. полк принимал деятельное участие в подавлении восстания в Чечне и Дагестане и был награждён 6 января 1879 г. петлицами за военное отличие на мундиры штаб и обер-офицеров.
В 1879 г. 4-й батальон принял участие в Ахал-Текинской экспедиции генерала Ломакина и находился 28 февраля в неудачном штурме Геок-Тепе.
В полковом саду в Хасавюрте стоял памятник солдатам Кабардинского полка с надписями: «Кабардинского пехотного генерал-фельдмаршала князя Барятинского полка в делах с горцами на Кавказе с 1839 по 1860 год всех чинов убито 2131, ранено 3084» и «Признательный полк своим павшим в бою сослуживцам».
Полк — активный участник Первой мировой войны. Первоначально полк находился на Кавказском фронте, принимал участие в Сарыкамышской операции, затем был переброшен на Западный фронт, где принял участие в Люблин-Холмском сражении 1915 года
После Октябрьской революции 1917 года, 80-й пехотный Кабардинский полк, как полк императорской армии возрожден во ВСЮР. Сформирован в июне 1919 года в Белгороде на базе кадра полка, служившего в 1-м Марковском полку. Входил в состав 1-й пехотной дивизии, с 27 августа 1919 года — 5-й пехотной дивизии. Участвовал в Бредовском походе. По прибытии из Польши в Крым сведен в батальон и влит 3-м батальоном во 2-й Марковский пехотный полк.

## Знаки отличия полка
1. Полковое Георгиевское знамя с надписью: «За взятие у Аварских войск знамени при р. Иоре 7 ноября 1800 г., за взятие приступом Ахульго 22 августа 1839 г., Анди 14 июня и Дарго 6 июля 1845 г. и за взятие штурмом аула Веденя 1 апреля 1859 г.», с Александровской юбилейной лентой.
2. Серебряная труба с надписью: «За отличие, оказанное при крепости Ченстохове 1813 г.», пожалованная 13 июня 1839 г. 39-му егерскому полку.
3. Четыре Георгиевских серебряных рожка с надписью: «За отличие при покорении Западного Кавказа в 1864 г.», пожалованные 20 июня 1865 г. стрелковым ротам.
4. Знаки на шапки с надписью: «За отличие».
5. Поход за военное отличие.
6. Петлицы за военное отличие на мундиры штаб- и обер-офицерам.

## Шефы полка
- 03.12.1796 — 27.01.1798 — генерал-майор царевич Грузинский, Мириан Ираклиевич
- 27.01.1798 — 17.12.1799 — генерал-майор Арсеньев, Александр Дмитриевич
- 17.12.1799 — 29.01.1800 — генерал-майор Кохиус, Пётр Иванович
- 29.01.1800 — 13.01.1804[8] — генерал-майор Гуляков, Василий Семёнович
- 03.03.1804 — 24.08.1811 — генерал-майор князь Орбелиани, Дмитрий Захарович
- 24.08.1811 — 10.11.1811 — полковник Емельянов, Николай Филиппович
- 10.11.1811 — 17.02.1812 — полковник Пятериков, Василий Ильич
- 17.02.1812 — 01.09.1814 — полковник (с 17.10.1813 генерал-майор) Тихановский, Степан Леонтьевич
- 11.04.1843 — 21.06.1857 — генерал-адъютант князь Чернышёв, Александр Иванович
- 06.12.1859 — 25.02.1879 — генерал-фельдмаршал князь Барятинский, Александр Иванович (с 28.02.1879 — вечный шеф)
- 26.02.1879 — 01.03.1881 — император Александр II
- 01.03.1881 — 21.10.1894 — император Александр III (с 01.03.1879 — 2-й шеф)
- 02.11.1894 — 04.03.1917 — император Николай II

## Командиры полка
- 15.12.1726 — 1732 — полковник фон Девиц, Андрей Петрович
- 1732—1733 — полковник фон Феникбир, Вилим Иванович
- 1733—1734 — полковник Красногородцев, Иван Михайлович
- 1734—1736 — полковник Нечаев, Варфоломей
- 1736—1738 — полковник Тамурин, Фёдор
- 1738—1747 — полковник Вульф, Иван
- 1747—1752 — подполковник Дука, Григорий
- 1752—1756 — подполковник Ломан, Яков
- 1756 — 03.05.1759 — полковник Зотра
- 03.05.1759 — хххх — премьер-майор Падлецкий, Андрей
- до 1765—1770 — полковник барон Игельстром, Осип Андреевич
- 1770 — 22.09.1775 — полковник Кличка, Франц Николаевич
- 22.09.1775 — 24.11.1780 — полковник Ладыженский, Николай Алексеевич
- 24.11.1780 — 21.04.1789 — полковник Нагель, Ларион Тимофеевич
- 21.04.1789 — 04.12.1797 — полковник Корсаков, Дмитрий Васильевич
- 04.12.1797 — 27.01.1798 — полковник Ураков, Афанасий Егорович

С 27 января 1798 г. полком командовали шефы, но старший батальонный командир назывался полковым командиром и батальоны носили названия: 1-й шефский, 2-й полкового командира, 3-й батальон носил имя своего батальонного командира; роты тоже назывались по фамилиям своих командиров. Таких номинальных полковых командиров было семь человек:
- 23.08.1798 —09.11.1799 — майор Вышеславцев, Ермолай Платонович
- 29.04.1800 — 08.10.1800 — майор Лыков, Пётр Иванович
- 11.03.1801 — 30.11.1803 — подполковник Солениус, Карл Матвеевич
- 03.03.1804 — 20.01.1808 — майор (с 12.12.1807 подполковник) Алексеев, Матвей Алексеевич
- 11.09.1809 — 12.04.1810 — полковник князь Эристов, Георгий Евсеевич
- 22.06.1810 — 24.08.1811 — подполковник Ковалёв, Григорий Васильевич
- 24.08.1811 — 02.10.1814 — подполковник Степанов, Павел Петрович

С сентября 1814 г. шефское командование было упразднено и снова началось действительное командование полком.
- 02.10.1814 — 01.01.1816 — подполковник Ковалёв, Григорий Васильевич
- 01.01.1816 — 28.01.1817 — полковник граф Гудович, Николай Николаевич
- 28.01.1817 — 04.11.1819 — подполковник Орбелиани, Иван

4 ноября 1819 г. прежний Кабардинский полк был переименован в Ширванский, а Казанский пехотный полк назван Кабардинским.
- 04.11.1819 — 14.03.1824 — подполковник Подпрятов, Николай Даниилович
- 26.06.1824 — 17.01.1826 — подполковник Булгаков, Василий Николаевич
- 17.01.1826 — 08.06.1829[9] — подполковник (с 12.01.1828 полковник) Швецов, Иван Васильевич
- 06.12.1829 — 05.06.1831[10] — командующий подполковник Касприцкий, Михаил
- 05.06.1831 — 07.10.1832 — подполковник Коломейцов, Николай Яковлевич
- 07.10.1832 — 22.12.1838 — полковник Пирятинский, Александр Григорьевич
- 22.12.1838 — 21.02.1842 — полковник (с 29.06.1839 генерал-майор) Лабынцев, Иван Михайлович
- 21.02.1842 — 23.02.1847 — подполковник (с 14.07.1842 полковник, с 07.08.1845 генерал-майор) Козловский, Викентий Михайлович
- 23.02.1847 — 08.04.1850 — флигель-адъютант полковник (с 10.08.1848 генерал-майор Свиты Е. И. В.) князь Барятинский, Александр Иванович
- 06.04.1850 — 25.06.1852 — полковник Майдель, Егор Иванович
- 25.06.1852 — 06.09.1857 — флигель-адъютант полковник (с 06.12.1852 генерал-майор Свиты) барон Николаи, Леонтий Павлович (в 1853—1855 гг. несколько раз обязанности командира полка исполнял полковник Кушелев, Сергей Егорович)
- 06.09.1857 — 12.04.1859 — флигель-адъютант полковник князь Святополк-Мирский, Дмитрий Иванович
- 12.04.1859 — 24.04.1864 — полковник Клингер, Иван Андреевич
- 24.04.1864 — 25.12.1867 — полковник Экельн, Эдуард Филиппович
- 20.01.1868[11] — 29.12.1877 — полковник Батьянов, Михаил Иванович
- 31.01.1878 — 05.11.1879 — полковник князь Долгоруков, Николай Сергеевич
- 05.11.1879 — 22.06.1885 — полковник фон Энден, Пётр Петрович
- 22.06.1885 — 17.06.1889 — полковник Костарев, Антон Иванович
- 19.07.1889 — 08.03.1895 — полковник барон Зальца, Антон Егорович
- 10.03.1895 — 25.03.1897 — полковник Одинцов, Дмитрий Александрович
- 07.04.1897 — 07.08.1900 — полковник Левестам, Михаил Юльевич
- 10.08.1900 — 15.11.1904 — полковник Руссо, Михаил Гаврилович
- 02.12.1904 — 21.08.1906 — полковник (с 27.02.1906 генерал-майор) Левицкий, Василий Николаевич
- 21.08.1906 — 04.07.1913 — полковник Гаранин, Михаил Матвеевич
- 04.07.1913 — 04.01.1915[12] — полковник Барковский, Владимир Михайлович
- 20.01.1915 — 25.10.1915 — полковник (с 17.10.1915 генерал-майор) Термен, Ричард Иосифович
- 06.11.1915 — 17.05.1916 — полковник барон Штакельберг, Николай Иванович
- 20.06.1916 — 09.09.1916 — полковник Шепетовский, Иван Владиславович
- 09.09.1916 — 14.08.1917 — полковник Мацеевский, Мечислав Михайлович
- 14.08.1917 — хх.хх.хххх — полковник Ищенко, Корнилий Данилович

## Известные люди, служившие в полку
- Беляев, Александр Петрович — декабрист, писатель
- Вегелин, Александр Иванович — декабрист
- Войнилович, Антон Станиславович — декабрист
- Гагарин, Пётр Дмитриевич — писатель
- Гейман, Василий Александрович — генерал, герой Кавказских походов и русско-турецкой войны 1877—1878 гг.
- Герасимов, Михаил Никанорович — советский генерал-лейтенант, в 1917 году воевал поручиком в составе полка
- Герман-фон-Ферзен, Иван Иванович — генерал от инфантерии
- Глазенап, Григорий Иванович — генерал-губернатор Западной Сибири
- Голицын, Валериан Михайлович — декабрист
- Дютш, Оттон Иванович — композитор, дирижёр
- Загю, Михаил Михайлович — российский и советский военачальник
- Зиссерман, Арнольд Львович — военный историк, писатель
- Кусов, Инал Тегоевич — генерал-лейтенант
- Марин, Никифор Михайлович — губернатор Новгорода
- Орлов-Давыдов, Владимир Владимирович — Симбирский губернатор
- Романовский, Дмитрий Ильич — военный губернатор Туркестанской области
- Цебриков, Николай Романович — декабрист
- Черкасов, Алексей Иванович — декабрист
- Шишков, Александр Ардалионович — поэт, переводчик
- Щелкачёв, Иван Матвеевич — Эриванский губернский воинский начальник
- Эммануэль, Георгий Георгиевич — генерал

## В литературе и искусстве
В 1858—1859 годах писатель Александр Дюма-отец путешествуя по Кавказу, побывал в расположении Кабардинского полка (укрепление Хасав-Юрт), вместе с кабардинцами принимал участие в ночном секрете против чеченцев.
Не доезжая четырех или пяти верст до Хасав-Юрта, мы отправили казака, чтобы он отыскал нам жилье. Казак ожидал нас при въезде в город с двумя офицерами Кабардинского полка, которые, узнав, что для меня искали помещение, не позволили казаку идти далее и объявили, что для нас нет квартиры, кроме их дома. Нельзя было не принять такого любезного предложения. Кабардинский полк, командуемый князем Мирским, как главным начальником, и подполковником Коньяром — его заместителем, — самый передовой пост русских на неприятельской земле.
К. П. Белевич в своем очерке «Несколько картин из кавказской войны и нравов горцев» упоминает случай в Даргинском походе:
Ротный командир Нейман, в жаркой схватке с неприятелем, был сильно ранен впереди своей роты. Главнокомандующий, очевидец его храбрости, подошел к раненному и спросил: какую он желает получить награду. Одного желаю, отвечал умерающий офицер: скажите откровенно ваше сиятельство, какой полк храбрее — кабардинский или куринский? — Кабардинский, сказал ласково, с неизменной улыбкой князь М. С. Воронцов.

### В искусстве
Художник Теодор Гошельт принимал участие волонтером в Кавказской Войне находился в составе Кабардинского полка, в это период времени (1858—1861) он написал серию картин с типажами кабардинского полка.